# HD 121932
HD 121932，又名CP-65 2573，SAO 252554、HR 5253，是一颗恒星，视星等为5.97，位于銀經309.85，銀緯-4.33，其B1900.0坐标为赤經13h 53m 20s，赤緯-65° -4.33′ 57″。